# 普羅明 (梅利托波爾區)
47°0′8″N 35°33′36″E / 47.00222°N 35.56000°E
普羅明（烏克蘭語：Промінь）是位於烏克蘭東南部的村莊，由扎波羅熱州梅利托波爾區的泰爾平尼亞市鎮負責管轄。該村處於尤尚利河畔，分別距離什羅基蘭0.5公里和別列戈韋1公里，面積1.18平方公里，海拔高度32米，2001年人口435。